# 通貨偽造の罪
通貨偽造の罪（つうかぎぞうのつみ）とは、日本国における犯罪類型のひとつであり、通貨を発行する権限の無い者が通貨、もしくはそれに類似する物体を偽造、変造などにより作成することを内容とする。刑法の第16章に定められている。通貨偽造罪（148条）、外国通貨偽造及び行使等罪（149条）・偽造通貨等収得罪（150条）および収得後知情行使等罪（152条）、通貨偽造等準備罪（153条）が含まれる。
偽造通貨の流通はその国の信用を揺るがし、最悪の場合、国家の転覆をも生じかねない性質を持つため、どの国においても金額の多少に関わらず重罰が課される。

## 保護法益
通貨に対する社会の信用であるという説と、通貨を発行する者の発行権であるという説がある。判例は明確ではないが、前者に傾いている（最判昭和22年12月17日刑集1巻94頁）。

## 犯罪類型

### 通貨偽造罪
日本国外において犯したすべての者にも適用される（2条4号、講学上のいわゆる保護主義）。

#### 行使の目的
流通におく目的が必要というのが判例・通説である（有価証券偽造罪の場合は、行使する目的で足りる）。他人をして流通におかせる目的でもよい（最判昭和34年6月30日刑集13巻6号985頁）。

### 偽造通貨行使等罪

#### 行使
判例により、両替（最決昭和32年4月25日）、他人に贈与（大判明治35年4月7日）、自動販売機への投入（東京高判昭和53年3月22日）の各行為は行使にあたるとされている。一方、偽造した通貨を自己の信用を示す為に見せること（見せ金行為）、偽造した通貨を犯罪の身代金等として渡す行為は本罪の行使にはあたらないとされる。

#### 交付
判例・通説によれば、行使の目的で、偽貨であると告げて相手に渡すか、偽貨であると知っている相手に渡す場合である（大判明治43年3月10日刑録16輯402頁）。偽貨であることを知らない相手に渡すのは行使罪を構成する。

### 外国通貨偽造罪・偽造外国通貨行使等罪
客体が異なる点を除けば、前述の通貨偽造罪や偽造通貨行使等罪の解釈がこれらの犯罪にも当てはまる。

### 通貨偽造等準備罪
通貨偽造罪の予備行為のうち、刑法153条の行為に関しては、独立した犯罪類型（準備罪）が規定されている。

## 未遂罪
通貨偽造等準備罪以外の犯罪類型に関しては、未遂も処罰される（151条）。

## 罪数
- 通貨偽造罪と偽造通貨行使罪は牽連犯の関係に立つ。
- 偽造通貨を行使して財物を得た場合、有価証券の場合と異なり、詐欺罪は不可罰的事後行為として（争いあり）行使罪に吸収される（大判明治43年6月30日）。

## 判例
2012年3月、鹿児島県鹿屋市で同市立西原小学校教頭(50歳)が、自宅のコピー機付きのインクジェットプリンターで作成した偽一万円札を宮崎県都城市のホテルで外国人の風俗嬢への支払いとして使用し、加えてつり銭まで受け取った。これに対し風俗店側が都城警察署に被害届を出し、教頭は逮捕された。犯行は、教頭が相手が風俗嬢であるので警察に被害を訴えないであろうと高をくくったことが裏目にでたものであった。同年7月、宮崎地裁において教頭に対し懲役3年、執行猶予4年の判決が言い渡された。高額の偽造紙幣を行使したにもかかわらず執行猶予が付いた理由として、被告が教職を懲戒免職となり社会的制裁を受けていること、偽札が精巧に偽造されたものとは言えず、その後流通しなかったことが判決理由で示された。